# Praxedis

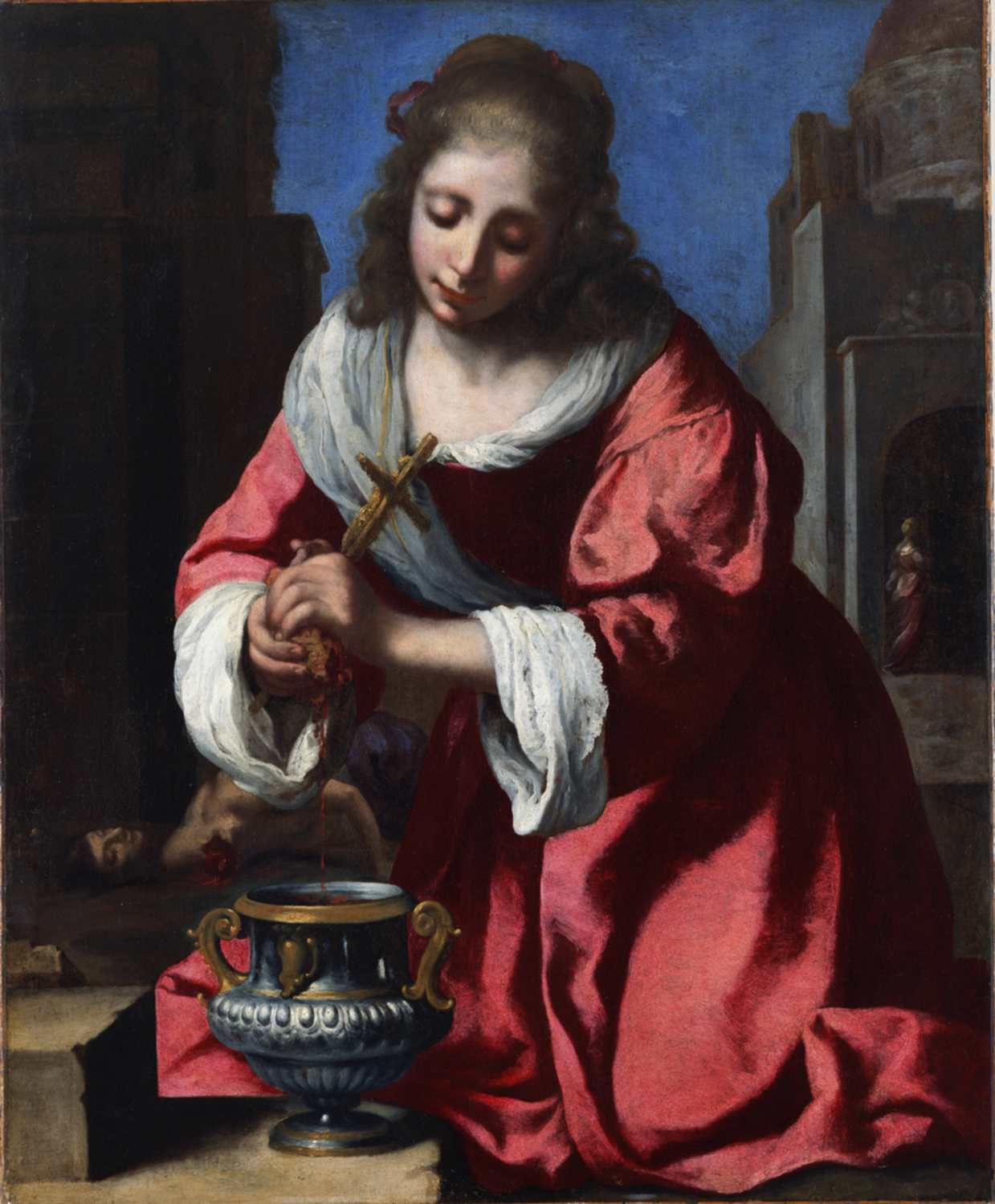
Jan Vermeer: Die heilige Praxedis 1655

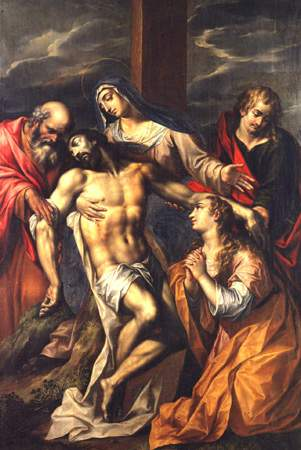
Hendrick de Clerck: Die heilige Praxedis bei der Bestattung eines getöteten Christen

Die heilige Praxedis (auch Praxedis von Rom) ist eine römische Jungfrau und Märtyrin aus dem 1./2. Jahrhundert. Ihr griechischer Name bedeutet Die Wohltätige, ihr Gedenktag ist der 21. Juli.

## Legende
Einer Überlieferung aus dem 6. Jahrhundert zufolge war die Jungfrau Praxedis Tochter des römischen Senators Pudens und Schwester der heiligen Pudentiana. Sie wurde der Legende nach mit einer in den Priscillakatakomben beigesetzten gleichnamigen Christin identifiziert. Laut Legende soll sie sich mit ihrer Schwester um Arme gekümmert haben. Während der Christenverfolgungen sollen sie 3000 tote Märtyrer von den Richtstätten geholt, mit Schwämmen deren Blut gesammelt haben und in der Zisterne ihres Hauses bestattet haben.
Nach dem Tod ihres Vaters und ihrer Geschwister bat sie Papst Pius I. das Haus zur Kirche zu weihen, die dieser seinem Bruder, dem heiligen Pastor, unterstellte. Zudem soll Praxedis eine Kirche gestiftet haben. Ältere Belege für die Existenz von Praxedis gibt es allerdings nicht.

## Verehrung und Ikonografie
Ikonographisches Zentrum waren eben jene Kirche Santa Prassede und die ihrer Schwester geweihte Kirche Santa Pudenziana. Erst seit dem 12. Jahrhundert wird Praxedis auch außerhalb Roms dargestellt. Ab dem 14. Jahrhundert werden ihr eigene Attribute zugeordnet: Krone und Gefäß, vereinzelt auch ein Schwamm. Manchmal wird sie auch dargestellt, wie sie Almosen verteilt.
1969 wurde Praxedis zusammen mit ihrer Schwester Pudentiana von Papst Paul VI. aus dem allgemeinen Heiligenkalender gestrichen.